# 道の駅あに
道の駅あに（みちのえき あに）は、秋田県北秋田市にある国道105号の道の駅である。愛称はまたたび館。

## 施設
- 駐車場
  - 普通車：33台
  - 大型車：3台
  - 身障者用：1台
- トイレ14器（いずれも24時間利用可能）
  - 身障者用：1器
- 公衆電話：1台
- 農産物直売所
- レストラン
- 情報休憩施設

## 休館日
- 11月 - 3月：毎週火曜日
- 12月31日 - 1月3日

## アクセス
- 国道105号
  - 秋田県道308号河辺阿仁線（国道105号の重複区間）

## 周辺
- 秋田内陸縦貫鉄道 秋田内陸線 比立内駅